# 泰兴县
泰兴县，中国古旧县名。
五代南唐昇元二年（938年）置，治所在延令村（今江苏省泰兴市延令街道），属泰州。北宋乾德二年（964年）移治柴墟镇（今泰兴市高港区口岸街道），元丰四年（1081年）还旧治。南宋属扬州，元、明属扬州路、扬州府，清属通州。县治历有变迁。1992年撤销，改设泰兴市。